# ポイントガード
ポイントガード（Point Guard; PG）は、バスケットボールのポジションの呼び名。ポジション名を番号では「1番」と呼ぶ。

## 概説
ポイントガードの「ポイント」とは得点ではなく線路の分岐器 (ポイント) を意味し、チームの司令塔の役割を担う。そのため、ポイントガードは通常チーム内で最も器用な選手が務める。チーム戦術によっては大きな選手が務めることもあるが、センターやパワーフォワードとは違い高身長が要求されるわけではない。体格に関わりなく敏捷性、状況判断力、リーダーシップなどが要求される。NBAの最低身長選手は160cmのマグジー・ボーグスであるが、ボーグスはリーダーシップを発揮する名ポイントガードとして知られた。

## 要求される能力
オフェンス時には優れたドリブルテクニックでボールを敵陣に確実に運び、ディフェンスの布陣や味方の状況を広い視野を持って的確に把握し、味方の得点をアシストしなければならない。必要な時には自らショットを決めることで相手ディフェンスを引きつけ、アシストする上でも有利となるようなショット力を要する、ショットセレクションに関しては最も厳しい要求のあるポジションである。またディフェンスも積極的でなければならず、スティールもできる判断力と、俊敏性も要求される。オフェンス、ディフェンス両方でゲームのリズムを保ち、あるいは変え、ゲームメイクする能力が要求され、その役割から「コート上のコーチ」とも呼ばれ、選手引退後コーチに転身する選手が多いポジションである。
ポイントガードは通常リバウンドに参加せず、リバウンドを取った選手からのアウトレットパスを受けやすい位置に動く。オフェンスからディフェンスへの切り替え時にはセーフティとなり敵の速攻を止めたり、遅らせたりする。ゲームメイクには戦術を指示するだけでなく、リズムが悪いときなどに前向きな声を出して、チームを活気づけることも重要になってくる。

## プレースタイル
ポイントガードのスタイルによりチームのスタイルが決まる。オールラウンドであることが理想であるが、NBAでさえも、攻撃主体のプレーヤーと、アシストとディフェンスでゲームメイクを主体とするプレーヤーとに分かれる。攻撃型ポイントガードを中心としたチームは、ポストマンのセンターやシューティングガードによってアシストされる場合も多くなる。アシストを得意とするポイントガードは、ピックアンドロールなど、大型選手を使いこなす技量を併せ持っている場合が多い。他にもコントロール型のポイントガードもあり、チームの精神的支柱として声をだしたり指示をしたりしてチームをコントロールするポイントガードもいる。そのためには安定したボール運びや指示、時には自分で得点をするなど、常に冷静で周りが見えるようにならなければならない。
レブロン・ジェームズに代表されるが、当初ポイントガードを経験させ、オールラウンダーに成長させる例もある。

## 歴代の主なポイントガード

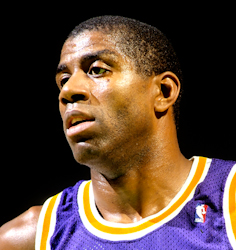
マジック・ジョンソンは史上最高のポイントガードと称されている。

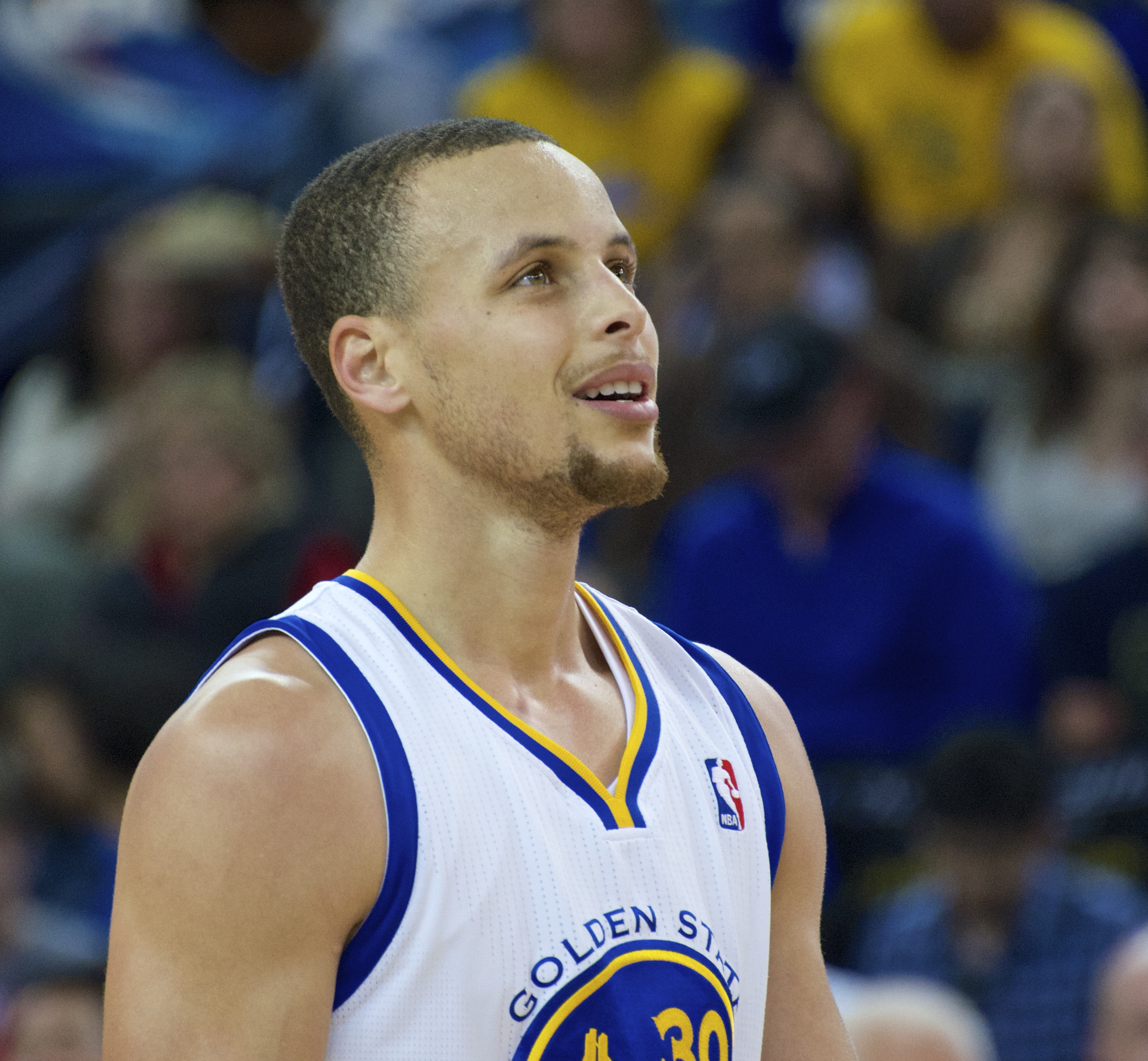
ステフィン・カリーは史上最高のポイントガードの1人と称され、史上最高のシューターとも称されている。

NBAでは様々な世代に傑出したポイントガードが存在する。
ジョン・ストックトンは15,806アシスト、3,265スティールともに歴代1位である。カール・マローンと共にピック・アンド・ロールでユタ・ジャズ最強時代を築き、華麗なプレーを見せた。
アシスト数3位のジェイソン・キッドは12,091アシスト、2,684スティールを記録している。晩年にダーク・ノヴィツキー率いるダラス・マーベリックスで初めて優勝を経験した。
アシスト数5位のスティーブ・ナッシュは10,335アシストを記録している。優勝経験こそないが、フェニックス・サンズの7秒オフェンスはリーグを席巻し、30代で2度のシーズンMVPを獲得した選手である。
アシスト数ベスト10の中で最も優勝回数の多いプレーヤーはマジック・ジョンソンであり、5度のチャンピオンに輝いている。1987年のアシスト王であったジョンソン以降、アシスト王を獲得した選手の所属チームはチャンピオンになっていない。近年は、ポイントガードにアシストを集中させず、全体でのボールムーブメント向上を図っているチームがチャンピオンを獲得する傾向が見られる。2014年のサンアントニオ・スパーズに象徴されるように、全てのポジションが起点（ポイント）となりうることが、スウィングマンやポイントフォワードなどの複合ポジションの台頭を後押ししている。